# Winfried Boeder

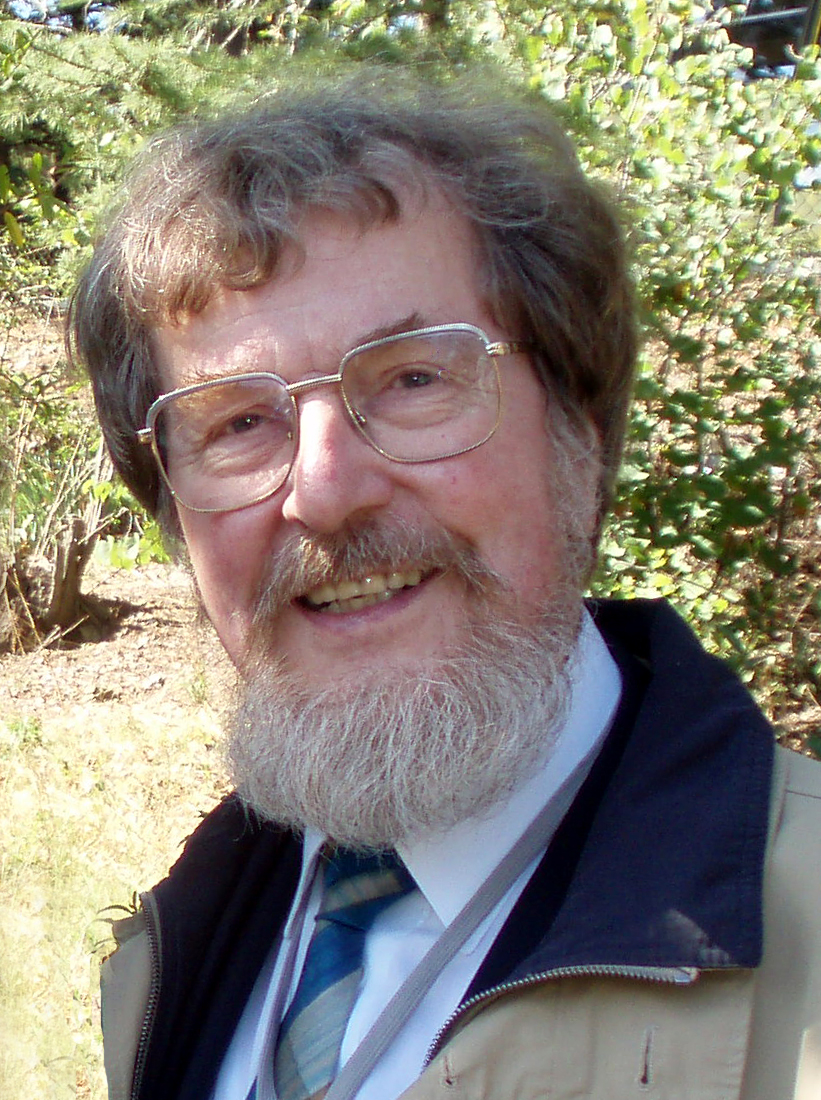
Winfried Boeder

Winfried Boeder (* 2. April 1937 in Ahrweiler; † 22. Dezember 2023) war ein deutscher Philologe, der sich insbesondere mit kaukasischen Sprachen beschäftigte.

## Leben
Boeder studierte in Freiburg im Breisgau und Hamburg Vergleichende Sprachwissenschaft, Gräzistik und Latinistik. Er promovierte bei Johannes Lohmann und war ab 1961 wissenschaftlicher Assistent in Freiburg i. B.; in Hamburg bei Hans Hartmann. Von 1973 bis zur Emeritierung 2002 hatte Boeder die Professur für Linguistik Kommunikationswissenschaft mit Schwerpunkt Anglistik an der Carl von Ossietzky Universität Oldenburg inne. Ab 1974 unternahm er Forschungsreisen nach Georgien und veranstaltete 1995, 1997, 1999 und 2001 mit Unterstützung der Deutschen Forschungsgemeinschaft die Tagungen Kaukasische Sprachprobleme an der Universität Oldenburg.
Von 1975 bis 2007 war Boeder Mitherausgeber der Studien zur deutschen Grammatik und 1982 bis 1984 der Zeitschrift für Sprachwissenschaft. Ihm wurde zweimal die Ehrendoktorwürde verliehen: 2009 von der Staatlichen Iwane Dshawachischwili-Universität Tbilissi und 2017 von der Staatlichen Ilia-Universität (Ilia State University) Tbilissi.
Ab 2002 war Boeder auswärtiges Mitglied der Georgischen Akademie der Wissenschaften (Foreign Fellow of the Georgian Academy of Sciences); außerdem Mitglied der Societas Linguistica Europaea, der Indogermanischen Gesellschaft, der Deutschen Gesellschaft für Sprachwissenschaft, der Gesellschaft für bedrohte Sprachen und der Association for Linguistic Typology.

## Veröffentlichungen

### Autor
- Purity of language in the history of Georgian. 2003.
- Kaukasische Sprachprobleme. 2003.
- The South Caucasian languages. 2005.
- Der «Berg der Sprachen» – die Sprachvielfalt im Kaukasus. In: Der Kaukasus – Geschichte-Kultur-Politik. Verlag C.H. Beck, München 2010.

### Herausgeber
- Sprache in Raum und Zeit. 1998.
- Variierende Markierung von Nominalgruppen in Sprachen unterschiedlichen Typs. 2001.
- Philologie, Typologie und Sprachstruktur. 2002.
- Sprachliches Zeichen – Semantik – Ikonizität. 2003.